# X(4140)
X(4140) (бывшее название — Y(4140)) — ранее не предсказанная Стандартной моделью частица. Впервые наблюдалась в Фермилабе и об её открытии было объявлено 17 марта 2009 года. Название обусловлено тем, что масса открытой частицы составляет около 4140 МэВ/c². Эта частица является чрезвычайно редкой и обнаруживается только в 1 случае из 20 миллиардов столкновений.
Так как она распадается на J/ψ и φ мезоны, было высказано предположение, что эта частица состоит из очарованных кварков и очарованных антикварков, возможно, даже из сочетания четырёх кварков. Некоторое время существование частицы не подтверждалось данными других экспериментов (LHCb, Belle), однако, в ноябре 2012 года появилась информация о наблюдении частицы на БАК коллаборацией CMS.

## Каналы распада
Предполагаемые каналы распада частицы X(4140):
{\displaystyle {\begin{matrix}X(4140)&&J/\psi &&\phi \\?&\rightarrow &c{\bar {c}}&+&s{\bar {s}}\\4140MeV&&3096.9MeV&&1019.4MeV\end{matrix}}}

## История
Первоначально частицу назвали — Y(4140), позже исследовательская группа Particle Data Group переименовала частицу Y(4140) в X(4140).
Первые намёки на существование этой частицы стали появляться в 2009 году в данных детектора CDF, работавшего на американском коллайдере Тэватрон. Изучая распады B-мезонов на три мезона — J/ψ, φ и K, физики заметили, что пара J/ψ и φ иногда рождалась скоррелированно — так, словно вначале появлялась некая новая частица, а затем, спустя некоторое время, она распадалась бы на J/ψ и φ. В 2011 году, после накопления новых данных и повышения статистической достоверности, сообщили уже о полноправном открытии этой частицы. Более того, в данных детектора CDF, была найдена и вторая частица в том же канале распада, но статистическая достоверность этих событий была меньше.
В феврале 2012 года появилась статья коллаборации LHCb, в которой описываются результаты поиска частицы X(4140) на статистике 0,37 фб−1, не подтверждающая открытие. Была проанализирована цепочка распадов и не было обнаружено никакого особо скоррелированного рождения J/Ψ- и φ-мезонов. Данные LHCb вполне укладывались в фон и не подтверждали находку частицы на Тэватроне.
В ноябре 2012 года коллаборация CMS подтвердила наблюдение данной частицы со статистической значимостью более 5σ в канале распада
{\displaystyle B^{+}\to Y(4140)\,\,K^{+}}
{\displaystyle Y(4140)\to J/\psi \,\,\phi }
в ходе обработки статистики 5,2 фб−1, полученной в результате протонных столкновений на энергии 7 ТэВ. При этом частица имеет массу 4148,2 ± 2,0 (статистическая ошибка) ± 4,6 (систематическая ошибка) МэВ/c2. Также наблюдается более слабый пик с массой 4316,7 ± 3,0 (статистическая ошибка) ± 7,3 (систематическая ошибка) МэВ/c2.
Процесс рождения и распада частицы X(4140) свидетельствует о том, что это мезон, но с необычными свойствами. Он должен содержать очарованную кварк-антикварковую пару, однако при такой большой массе (примерно 4143 МэВ/c²) он тогда должен был бы легко распадаться на D-мезоны. Но оказалось, что X(4140) живёт намного дольше, и значит, что-то в его структуре мешает простому распаду на D-мезоны.
Свойства этой частицы очень заинтересовали физиков-теоретиков, поскольку именно так должны проявлять себя многокварковые адроны, которые среди элементарных частиц остаются экзотическими. Как устроены многокварковые адроны и почему они встречаются так редко — один из самых больших вопросов современной адронной физики. Специалисты надеются, что внимательное изучение характеристик этой и других подобных частиц на разных коллайдерах поможет найти на них ответы.

## Проблематика X(4140)
Объяснения распада частицы X(4140) является серьёзной проблемой для физиков. До сих пор (2013 г.) известно, что есть только два способа существования связанных состояний кварков: в кварк-антикварковых мезонах, и формирования системы, состоящей из трёх кварков при формировании барионов. Свойства частицы X(4140) не вписываются ни в одну из этих схем. Таким образом, неясно, что она представляет собой на самом деле. По этому поводу профессор Хакобо Кенигсберга из университета Флориды, один из участников эксперимента, проведённого на Тэватроне, говорит: „Пока мы не уверены, что это такое, но будьте уверены, что мы будем продолжать это изучать“.
Некоторые учёные полагают, что частица X(4140) может быть дополнением к уже известным барионам и мезонам, а также впервые выявленной „копией“ нового, доселе неизвестного семейства адронов (связанные состояния образуются из кварков и антикварков). На самом деле, в последние годы работы Тэватрона наблюдались аналогичные необычные характеристики распадов, но они обладали гораздо меньшей статистической достоверностью. Необычные распады частиц были обнаружены также в ускорителе KEK в Японии и SLAC в Калифорнии.
Участник эксперимента в KEK, японский профессор Масанори Ямаути указывает на сходство свойств частиц, выявленных в KEK, с массой покоя 3940 МэВ. Он предполагает, что эти две частицы могут представлять собой начало новой семьи экзотических адронов.
В связи с ограниченным количеством экспериментальных данных о структуре и свойствах частицы X(4140) сейчас (2013 г.) этот вопрос остаётся открытым. „Мы накапливаем наши знания по крупицам, и когда их будет достаточно, мы поймём, как собрать эту головоломку“, — говорит Роб Розер, сотрудник Фермилаб.